# مارتین پی‌بی‌ام مارینر
مارتین پی‌بی‌ام مارینر (به انگلیسی: Martin PBM Mariner) یک هواگرد ساختِ کارخانهٔ گلن ال. مارتین کمپانی در کشور ایالات متحده آمریکا است که در سال ۱۹۳۷–۱۹۴۹ ساخته شد. نخستین استفاده‌کنندهٔ این هواگرد نیروی دریایی ایالات متحده آمریکا بوده‌است. این هواگرد برای نخستین بار در ۱۸ فوریه ۱۹۳۹ میلادی مورد استفاده قرار گرفت.